# Call vermell

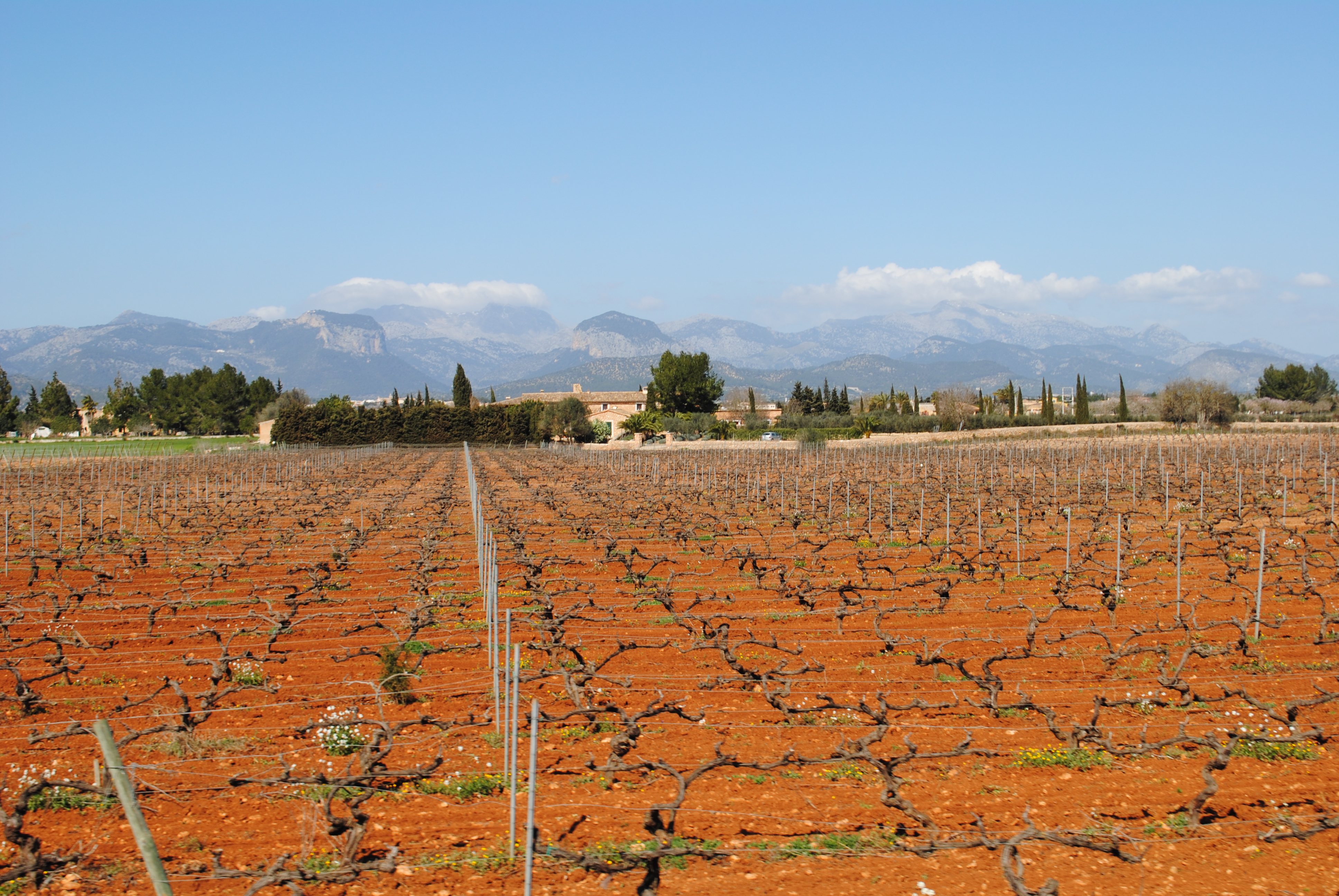
Vinyet en terra de call vermell molt barrejada amb graves al Raiguer de Mallorca

Call vermell és el nom que rep la terra rossa a l'illa de Mallorca. És un sòl argilós, de color vermellós, sovint barrejat amb graves o macades, que es va formar a partir de l'erosió de les roques calcàries. És propi de països de clima mediterrani, en els quals s'alterna una estació seca amb una d'humida.

## Sentit i etimologia
La definició del diccionari Alcover-Moll del call vermell és: terra granada i molt seca, de color vermell, que esmola la rella en llaurar-la (Mall.). Val a dir que en el seu ús popular el mot serveix per designar una gran diversitat de sòls: més o menys profunds, més o menys barrejats amb argila, més o menys barrejats amb grava... Aquesta variabilitat no evita que els sòls considerats com a sòls de call vermell no mantinguin una clara diferència respecte als altres. Segons Joan Coromines, el mot “call” procedeix del llatí CALLIS, que designava diverses espècies de passos i corriols. Segons Coromines, seria la plasticitat del call vermell, en ser solcat per l'arada, la que originaria els calls: la rella obre call i, en aquesta mesura, els solcs oberts permeten destriar millor el color rogenc

## Formació dels sòls de terra rossa a Mallorca
A Mallorca, segons Klinge i Mella (1958) la terra rossa constitueix el sòl dominant, caracteritzat per un fort enfosquiment i terrificació. Els sòls relictes de terra rossa es formaren durant el gran interglaciar Mindel-Riss i, en menor mesura, en el Riss-Wurm-Tirrenià II. Segons Rosselló, l'enfosquiment de la part superior d'aquests sòls i els processos de terrificació són formacions secundàries d'uns sòls de terra rossa antics, que predominen en el pla i sobre la plataforma vindoboniana. Tot i que sovint s'ha considerat que les terres roges són paleosols, també se n'ha observat la formació recent en diverses regions (en períodes inferiors als 10.000 anys).
Les condicions climàtiques idònies per a la formació de sòls rojos assenyalen una pluviositat d'entre 500 i 800 mm. i 60 dies seguits de sequera, que són condicions semblants a les que hi ha a moltes regions mediterrànies, i que a bona part de Mallorca s'acosten al límit pluviomètric inferior. A Mallorca el límit més antic en la formació de terra rossa es considera que és el Terciari superior. La seva existència es constata sobre materials de finals del Miocè, del Plio-Plistocè, sobre calcarenites; i en el Quaternari, sobre aquests mateixos materials.
Els sòls rogencs de la zona plana mallorquina estan formats per limolites i argiles roges, terra rossa, amb macada calcària. Són sòls bruns que sovint apareixen acompanyats d'un horitzó petrocàlcic, desenvolupat sobre els sediments quaternaris, que conforma una crosta calcària coneguda popularment com a tapiot i que, una vegada rompuda, era emprada com a material de construcció o com a pedra per a fer marges i parets.

## L'aptitud agrícola del call vermell
El call vermell, per oposició a terres amb més contengut en argila, s'asseca més aviat. El call vermell, en general, té unes condicions més desfavorables per al cultiu dels cereals que no els terrenys de blanquer, que retenen millor la humitat; en canvi, són sòls més o menys gravosos, ben drenats, molt aptes pels cultius arboris i el vinyet. De tota manera, la productivitat més gran dels cereals en terreny argilós o de blanquer es contraresta per una pitjor qualitat front als grans obtenguts en terres de call vermell.
Pere Antoni Cerdà, referint-se als sòls mallorquins amb argila, escrivia el 1910: és fresca i aguanta bé la humitat. A vegades sense humus forma terres silícico-calcàries, anomenades blanquers. Cerdà deia que en aquestes terres argiloses hi provaven blats, xeixes, civades i ordis, però no gaire els llegums que solen ser malcuitors. Els va bé l'olivera i la figuera, un poc ametler i garrover i que pel seu adobat no els convenen sals de calç ni de potassa, ni formiguers, ja que destruirien el poc humus que contenen. Cerdà esmentava també les terres de torrentim, que són terres d'al·luvió a les quals van molt bé els llegums, grans petits i arbres, i les terres pedregoses i de tap, al·luvions antics que s'han de corregir amb humus i fems i són bons per a vinya i ametlers.
En les condicions de la ramaderia extensiva tradicional de Mallorca (sobretot ovina), el call vermell era un tipus de terra molt valorat. Els pastors mallorquins consideren que els bens troben millor pastura en les zones de terres roges. La producció d'anyells en pes de canal és de l'ordre d'un 6-7% millor a les pastures de call vermell que no a les argiloses. D'altra banda, el formatge obtengut a partir de llet d'ovelles que han pasturat dins call vermell és molt millor en sabor i textura que no altres.